# Cyamops funkae
Cyamops funkae är en tvåvingeart som beskrevs av Baptista och Wayne N. Mathis 2000. Cyamops funkae ingår i släktet Cyamops och familjen savflugor.
Artens utbredningsområde är Guyana. Inga underarter finns listade i Catalogue of Life.